# 兹比格涅夫·皮耶奇科夫斯基
兹比格涅夫·皮耶奇科夫斯基（波蘭語：Zbigniew Pietrzykowski，1934年10月4日—2014年5月19日），波兰男子拳击运动员。他曾代表波兰参加1956年、1960年和1964年夏季奥林匹克运动会拳击比赛，获得一枚银牌和二枚铜牌。